# Shaqe Çoba
Shaqe Çoba (născută Shiroka; n. 1875, Shkodër, Albania – d. 1954, Shkodër, Albania) a fost o feministă și sufragistă albaneză. Ea a fondat „Femeile albaneze” (albaneză Gruaja Shqiptare), o organizație pentru femeile din clasa superioară care, pentru scurt timp, a publicat o revistă cu același nume, despre problemele femeilor.

## Viața
Shaqe Çoba s-a născut în Shkodër, care a devenit apoi parte din Sangeacul de Scutari⁠(d) (Imperiul Otoman), în 1875. Ea a făcut cursurile medii într-o școală-mănăstire din Zagreb, Croația, pe atunci parte a Imperiului Austro-Ungar. Pe când se pregătea să meargă la școală în Veneția, Italia, în 1904, și-a întâlnit viitorul soț, Ndoc Çoba, cu care a avut un fiu. A murit în 1954.

## Activitatea
Pe 3 august 1920, Shaqe Çoba a fondat și a condus organizația „Femeile albaneze” pentru clasa superioară a femeilor din Shkodër, pregătită pentru a sprijini Armata Națională albaneză pentru apărarea împotriva incursiunilor Iugoslaviei în nordul Albaniei. Organizația a avut ca scop și emanciparea femeilor și a publicat o revistă cu același nume, care a mediatizat numele donatorilor și sumele donate pentru a încuraja donațiile distribuite soldaților și familiilor lor. Revista a publicat mai multe articole despre "drepturile și îndatoririle" femeilor albaneze, înainte de a se închide după publicarea în iulie 1921 a cestor probleme.
La cea de-a nouăzecea aniversare a independenței albaneze în noiembrie 2002, Președintele Republicii Albania, Alfred Moisiu, a decorat-o post-mortem pe Çoba cu Ordinul Naim Frashëri (albaneză Urdhri „Naim Frashëri”) pentru participarea ei în 1920 la mișcarea de independență ca luptător „împotriva divizilor din Albania și pentru emanciparea femeilor albaneze.”